# 田口清隆
田口清隆（日语：／ Taguchi Kiyotaka，1980年5月7日—）是日本的電影導演、特攝導演，出生於北海道室蘭市。

## 資歷
- 1980年 - 出生於北海道室蘭市。
- 1999年 - 自從北海道室蘭栄高等学校畢業後、前往東京日活藝術學院入学（第25期生），以實習生名義開始參與電影製作。
- 2000年 - 從日活芸術学院中途退學。
- 2007年 - 完成自主製作《G》。
- 2009年
  - 2月 - 擔任番組《テレ遊びパフォー!》企劃《長髪大怪獣格瓦拉》（長髪大怪獣ゲハラ）的導演。
  - 3月 - 在2009年夕張國際奇幻電影節論壇劇場部門，以『G』、《長髪大怪獣格瓦拉》作品獲得市民賞[1]。
- 2017年 - 完成自主製作電影《女兵器701》，再度獲得夕張國際奇幻電影節市民賞。

## 經歷
小學時因觀賞特攝電視劇《超異象之謎》和《奥特曼》後，因此開始對特攝領域很感興趣，此外在成長時也深受哥斯拉系列、平成加美拉系列、平成奥特曼系列等影響，從初中開始就構想要製作一部關於怪物的獨立電影。
從過去熟悉特攝品的經歷出發，他開始通過自己的作品來傳達關於特攝和怪獸的魅力，在參與《銀河奥特曼S》之後更對於孩子們特別感興趣，並從2014年起開始主持「全国自主怪獣映画選手權」的活動，並在2015年起擔任「宇宙船」連載企劃「宇宙船自主怪獣映画道場！」的部長，除了在小冊子協助兒童自行DIY小型特攝的教導外，目的則皆在培養年輕一代對於特攝產業與電影的關注。
他表示自己是一位第一人稱射擊遊戲引擎愛好者，特別是《使命召喚系列》，他坦言這是他玩得最多的遊戲之一。此外，他還公開承認自己是D3 Publisher發布的《地球防衛軍系列》的忠實粉絲。

## 執導作品

### 電影

#### 獨立電影
- 《傷痕累累的天使永遠在》（2000年）
- 《一場夏日的戰鬥》（2002年）
- 《來自北國的危機》（2003年）
- 《大怪獸電影 G》（2007年）
- 《ZONE - 絕對領域》（2014年） - 作為「愚人節日本ABC of 鐵人」的一部分製作[3]。
- 《大怪獸嘎薩王α 現身三和市場（日语：サキングα#映画）》（2016年）[4][5][6]
- 《DELTA》（2015年） - 作為「愚人節日本 鐵人危機一髪」的一部分製作[3]。
- 《女兵器701》（2017年）[16] - 作為「大怪獸喧嘩節 鐵人」的一部分製作[7]「大怪獣チャランポラン祭り 鉄ドン」[3]。
- 《UNFIX》（2018年）
- 《12位瘋狂的工作坊參與者》（2021年）

#### 商業電影
- 《長髪大怪獣格瓦拉》（2009年）
- 《死ね!死ね!シネマ》（2011年、篠崎誠作品） ※特攝導演
- 《へんげ》（2011年、大畑創作品） ※特攝導演
- 《RANGER 陸上自衛隊 幹部レンジャー訓練の91日》（2011年）
- 《THE NEXT GENERATION -機動警察-（日语：THE NEXT GENERATION -パトレイバー-）》（2014年）
- 《SHARING》（2014年、篠崎誠作品） ※特攝導演
- 《LOVE&PEACE》（2015年、園子温作品） ※特攝導演
- 《劇場版超人力霸王X：來了！我們的超人力霸王》（2016年3月12日）
- 《劇場版 超人力霸王Orb 絆之力，請借我一用吧！》（2017年3月11日）
- 《怪獣の湯 大怪獣ブゴン》（2022年）

### 電視劇
- 《MM9》（2010年、毎日放送）
- 超人力霸王系列
- 《超級地帶（日语：ウルトラゾーン）》（2012年、神奈川電視台）
  - 《新超異象之謎》（2013年、WOWOW）
  - 《超人力霸王銀河S》（2014年、東京電視台）
  - 《超人力霸王X》（2015年、東京電視台）※主導演
  - 《超人力霸王Orb》（2016年、東京電視台）※主導演
  - 《超人力霸王捷德》（2017年、東京電視台）
  - 《超人力霸王R / B》（2018年、東京電視台）
  - 《超人力霸王大河》（2019年、東京電視台）
  - 《超人力霸王Z》（2020年、東京電視台）※主導演、系列構成[8]
- 《超人力霸王特利卡: New Generation Tiga》（2021年、東京電視台）[9]
  - 《超人力霸王Decker》（2022年、東京電視台）
  - 《超人力霸王布雷薩》（2023年、東京電視台）※主導演、系列構成[10]
- 《怪奇大作戦 ミステリー・ファイル》：「血の玉」（2013年、NHK BS台）
- 《ゆうべはお楽しみでしたね（日语：ゆうべはお楽しみでしたね）》（2019年、毎日放送）
- 《魔進戰隊煌輝者》（2020年、朝日電視台）
- 《假面騎士BLACK SUN》（2022年、特攝導演）
- 《假面騎士GOTCHARD》（2024年、朝日電視台）
  - 《超人力霸王OMEGA》（2025年、東京電視台）

### 非戲院首映
- ロックドリルの世界〜地底世界の超機械巨神〜（2009年）
- 怨霊塔 都市伝説全集の地獄（2011年）
- 怨霊ノ家 呪界地獄入ルの恐怖（2011年）

### 其他
- 網路影集《MMY 残ル業ニ給モ無シ》（2010年）
- MV 《NUT》「おめでトーン♡ありがトーン」（2011年）
- PV 《破壞獸》（2012年）※大畑創共同導演
- MV 科楽特奏隊《超人力霸王雷歐主題曲》（2015年）
- MV FULL POWER GIRLS R《ギリギリ勝負のトラディション』》（2016年）
- MV 五月天《Life of Planet（少年他的奇幻漂流）』》（2017年）
- VR特撮作品 《『超人力霸王傑洛VR』『超級格鬥VR』》（2017年）
- 恐龍大戰爭短編ドラマ《不滅のD戦隊!時を超えた闘い!!》（2017年）
- 《CR彈珠機：超人七號2》（2018年） ※寫實導演
- 特攝影像系列《機獸戰記 狂野爆發バトルウォーズ 「ZOIDS WILD Eastern Front」』》（2018年、Takara Tomy）

## 參加作品

### 電影
- 《Whiteout》（2000年）
- 《咲夜妖怪傳（日语：さくや妖怪伝）》（2000年8月12日）
- 哥斯拉系列
  - 《哥吉拉×美加基拉斯 G消滅作戰》（2000年12月16日）
  - 《哥吉拉·摩斯拉·王者基多拉 大怪獸總攻擊》（2001年12月15日）
  - 《哥吉拉×機械哥吉拉》（2002年12月14日）
  - 《哥吉拉×摩斯拉×機械哥吉拉 東京SOS》（2003年12月13日）
  - 《哥吉拉 最後戰役》（2004年12月4日）
- 假面騎士系列
  - 《假面騎士555 消失的天堂》（2003年8月16日）
  - 《假面騎士響鬼與七人的戰鬼》（2005年9月3日）
  - 《假面騎士KABUTO God Speed Love》（2006年8月5日）數位特效
  - 《假面騎士電王──俺，誕生！（日语：劇場版_仮面ライダー電王_俺、誕生!）》（2007年8月4日）數位特效
  - 《假面騎士電王&Kiva 巔峰刑事（日语：劇場版_仮面ライダー電王%26キバ_クライマックス刑事）》（2008年4月12日）數位特效
- 《輪廻》（2005年）
- 《日本沉沒》（2006年7月15日）
- 《轟轟戰隊冒險者 THE MOVIE 最強的密寶》（2006年8月5日）
- 《午夜之鷹（日语：ミッドナイト・イーグル#映画）》（2007年11月23日）
- 《20世紀少年 第1章：終結的開始》（2008年）
- 《死吧！死吧！電影院》（2011年）特效
- 《怪獸之夜（日语：へんげ）》（2011年）特技指導
- 《琉神瑪布亞 THE MOVIE 七個瑪布亞（日语：琉神マブヤーTHE_MOVIE_七つのマブイ）》（2011年）視覺效果
- 《向日葵～沖繩不會忘記那天的天空～（日语：ひまわり〜沖縄は忘れない_あの日の空を〜）》（2013年）視覺效果
- 《SHARING》（2014年）特技指導
- 《愛與和平（日语：ラブ&ピース (映画)）》（2015年）特技指導

### 電視劇
- 《超人力霸王高斯》（2001年 - 2002年）
- 《布莱泽奥特曼》(2023年 - 2024年)
- 假面騎士系列
  - 《假面騎士響鬼》（2005年 - 2006年）視覺特效
  - 《假面騎士Kabuto》（2006年 - 2007年）視覺特效
  - 《假面騎士電王》（2007年 - 2008年）視覺特效
  - 《假面騎士KIVA》（2008年 - 2009年）視覺特效
- 《天體球團（日语：アストロ球団_(テレビドラマ)）》（2005年）
- 《風魔小次郎》（2007年）
- 《Sweet10～最後的情人～（日语：スイート10#テレビドラマ）》（2008年）
- 《我創造的第一部戲劇（日语：私が初めて創ったドラマ）：召喚怪獸的男人》（2010年）片尾特殊技術
- 《平行東京 DAY1～DAY4》（2019年，NHK NHK Special 系列「體驗 首都直下地震週（日语：NHK東日本大震災プロジェクト#2019年度）」內的戲劇）特技演出

### 網路劇
- 《假面騎士BLACK SUN》（2022年）特效導演

### OV
- 《洩漏封印影片 ～誰・魔・落・死～》（2012年）監修

### 電視動畫
- 《吊带袜天使》（2010年）操演・特殊效果
- 《SSSS.DYNAZENON》（2021年）怪獸設計

### 漫畫
- 《戰鬥吧！賽文加》（2021年）編劇
- 《神蛇》（2022年）編劇

## 出演
電影
- 《劇場版 超人力霸王Orb 絆之力，請借我一用吧！》（2017年3月11日）- 客串

電視劇
- 《超人力霸王X》第15話・第16話（2015年） - 聲演
- 《超人力霸王Z》第19話（2020年） - 客串
- 《超人力霸王特利卡: New Generation Tiga》第7話（2021年） - バロッサ星人（四代目)
- 《超人力霸王布雷薩》第6話（2023年） - 客串

OVA
- 《怪獣酒場》（2016年） - 聲演

## 關聯人物
- 押井守
- 樋口真嗣

## 備註
1. 1 2  アーカイブ：ゆうばり国際ファンタスティック映画祭2009 （页面存档备份，存于） - ゆうばり国際ファンタスティック映画祭
2. ↑  電ファミニコゲーマー編集部. . 電ファミニコゲーマー – ゲームの面白い記事読んでみない？. 2018-05-07  [2023-09-18]. （原始内容存档于2023-10-15） （日语）.
3. 1 2 3  「『女兵器701』Blu-ray」（2018年8月発売）収録作品
4. ↑  5月3日（火）・4日（水）怪獣市場デラックス2開催!! （页面存档备份，存于） - 特撮大百科最新情報 2016年4月26日
5. ↑  全国自主怪獣映画選手権的X（前Twitter） 2016年5月24日・25日
6. ↑  「大怪獣ガサキングα 三和市場に現わる」 - YouTube （页面存档备份，存于） - 全国自主怪獣映画選手権 2016年5月25日
7. ↑  . 映画.com.   [2018-08-12]. （原始内容存档于2018-06-30） （日语）.
8. ↑  . 円谷ステーション – ウルトラマン、円谷プロ公式サイト.   [2020-04-16]. （原始内容存档于2021-04-18）.
9. ↑  . 円谷ステーション – ウルトラマン、円谷プロ公式サイト.   [2021-06-10]. （原始内容存档于2021-11-29）.
10. ↑  . 新TVシリーズ『ウルトラマンブレーザー』7/8 テレビ東京系にて放送開始 | アニメイトタイムズ.   [2023-04-21]. （原始内容存档于2023-04-24） （日语）.

## 外部連結
- 田口清隆的X（前Twitter）
- 全国自主怪獣映画選手権的X（前Twitter）